# Історія народу чичимеків
Історія народу чичимеків (HISTORIA DE LA NACIÓN CHICHIMECA, SU POBLACIÓN Y ESTABLECIMIENTO EN EL PAÍS DE ANÁHUAC CONOCIDO HOY POR EL REINO DE NUEVA ESPAÑA) — праця з історії народів тольтеків, чичимеків, акольхуа та ацтеків. Автор — Фернандо де Альва Іштлільшочітль. Повна назва: «Історія народу чичмеків, його поселення й облаштування в країні Анауак, відомій тепер як королівство Нова Іспанія, походження й здобутки могутньої Тескоканської держави і послідовність її володарів до руйнування при вступі іспанців, її загарбавших» (з 95 глав). Переклад російською мовою здійснено українським фахівцем В. М. Талахом.

## Автор
Походив із шляхетного роду — володарів Тескоко, одного з членів Потрійного союзу (Ацтекської імперії). З огляду на це знав традиційну ацтекську писемність, володів мововою науатль латиницею, мав доступ до архівів. Завдяки цьому зумів скласти доволі повну історію держав Анауак (Мексиканської долини).
Головними цілями були: заявити про стародавню історію віце-королівства Нова Іспанія, як про очільника історичного процесу і затвердити славу володарів Тескоко, своїх далеких предків.
При складанні своєї праці Іштлільшочітль намагався дотримуватися об'єктивності, застосовуючи раціональний підхід до джерел, фактів та подій, висловлювань історичних особистостей. Водночас через усю «Історію» проходить ідея Проведіння, Божої волі, з милості якої відбувалися події, зокрема падіння держави ацтеків.
Невідомим залишається адресат присвяти цієї історичної праці, оскільки немає точної дати написання «Історії». В ній лише зазначено — віце-королю Нової Іспанії. Точно відомо, що напочатку XVII ст., в цей час віце-королями були Хуан де Мендоса-і-Луна, маркиз де Монтес-Кларос (1603—1607), Луїс де Веласко, маркиз де Салінас (1607—1611) та Франсиско Гарсіа Гуєррі, архієпископ Мехіко (1611—1612). З них перший та другий були покровителями автора.

## Історія праці
Альфредо Чаверо стверджує, що автор закінчив її протягом 30 років (1610—1640 роки). Едмундо О'Горман обмежується зауваженням, що не має даних щодо висловлювання інших припущень про дату. Згідно з ним, аналіз книги дозволяє уточнити тільки, що глава XLIX повинна була бути написана після 1615 року, оскільки в ній згадується «Індіанська монархія» францисканця Хуана де Торкемада, твір, що було опубліковано в саме в цьому році.
Оригінал втрачено. Відомо, що він належав Карлосу де Сігуенса-і-Ґонґора, вченому, небожу Луїса де Ґонґора-і-Арґоте. Вважається, що його подарував близький друг Хуан де Альва Іштлільшочіль, син історика. Після смерті Сігуенса у 1700 році манускрипт потрапив до бібліотеки Найвеличнішого Колегіуму святих Петра і Павла, освітнього закладу в місті Мехіко, яким керували єзуїти. Там з ним змогли познайомитися Лоренцо Ботуріні Бенадучі і абат Франсіско-Хав'єр Клавіхеро. Документ зник раніше середини XVIII сторіччя.
Копія, виконана Ботуріні, знаходиться в невідомому місці, хоча Маріано Фернандес де Ечеверрія-і-Вейтія зміг здійснити її копіювання у 1755 році. Остання також втрачена, але францисканський чернець Мануель Вега долучив список з неї у збірку документів, яку склав в 1792 році. «Історія народу чичимеків» фігурувала, разом з іншими документами, в 13 томі «Колекції пам'ятних нарисів про Нову Іспанію».
З трьох списків «Пам'ятних нарисів про Нову Іспанію» перший було відправлено до Іспанії і сьогодні зберігається в Королівській історичній академії; другий залишився в розпорядженні віце-королівського секретаріату, перейшовши, після здобуття Мексикою незалежності, в Головний Національний Архів. Найгірша доля випала копії, призначеної для Ордена Святого Франциска, оскільки вона зникла з головного монастиря Сан-Франциско в Мехіко і виявилася в центральному архіві Міністерства фінансів Іспанії.

## Мова і стиль
Праця написана доволі зрозумілою, чіткою і легкою для сприйняття іспанською мовою в її кастильською варіанті (кастельяно). При цьому відсутністі словесні виверті, характерні для барочних письменників.
Як зразок стилю обрано твори античних класиків — Фукидіда, Ксенофонта, Тита Лівія. При цьому поєднуються риси захоплюючого історичного роману, політичного трактату, фактичної історії.

## Зміст
На відміну від звичайного тоді висвітлення історії Теночтітлана, Фернандо де Альва Іштлільшочітль представляє події з точки зору традиції Тескоко. З цієї позиції розкриває утворення Потрійного союзу, відомого як Імперія ацтеків, вчинки володарів й знищення імперії. Водночас застосовує різні відповідності між ацтеками та європейцями для кращого розуміння останніми історії Центральної Мексики.
Починається оповідь зі створення світу (за Біблією) та періодом 4 епох (за міфологією ацтеків). Друга і третя глави присвячені піднесенню та занепаду держави тольтеків. Глави з 4 до 9 присвячені власне історії чичимеків, при цьому особливу увагу приділено засновнику чичмекської державності — Шолотлю. З 5 глави починається згадування народів акольхуа, тепанеків й отомі. 10 до 23 глави присвячено історії акольхуа з Коатлінчана та Тескоко, їх війнам з чичимеками.
Значну частину приділено війнам між містами-державами Ацкапоцалько (тепанеки) і Тескоко (акольхуа). Тут одним з ключових особами представлені Тезозомок та Іштлільшочітль I. Подальші глави присвячені боротьбі Несауалькойотля з Маштлою, володарем Ацкапоцалько. Тридцять друга глава була присвячена укладанню Потрійного союзу. Після цього глави праці розкривають історію Ацтекської імперії, при цьому основну увагу діяльності приділено тлатоані Тескоко, а не володарям Теночтітлана (автор називає його Мехіко). 77 до 95 глави розповідають про походи іспанських конкістадорів на чолі із Ернаном Кортесом.

## Видання
«Історія народу чичимеків» публікувалася кілька разів, проте мексиканісти не мали остаточного тексту до 1970-х років. Завдяки роботі Едмундо О'Гормана, видавця Мотолінія, Сервантеса де Саласара, Лас-Касаса і інших хроністів, молоде покоління дослідників одержало доступ до твору, з яким складно було ознайомитися.
Спираючись на факсимільну копію лорда Кінгсборо, Альфредо Чаверо зробив твори Іштлільшочітля відомими. У 1952 році книга Чаверо була перевидана Національним видавництвом Мехіко, установою, яка виконала і друге перевидання у 1962 році. У 2013 році здійснено видання у Києві (Україна).